# Dave Bautista
David Michael Bautista, född 18 januari 1969 i Washington, DC och mer känd under sitt ringnamn Batista, är en amerikansk före detta professionell fribrottare och skådespelare. Han är även känd för sin roll som Drax the Destroyer i Marvel Cinematic Universe.

## Biografi
Bautista arbetade tidigare som dörrvakt på en bar i Washington D.C.. 
Han debuterade som fribrottare 1997 i Ohio Valley Wrestling under ringnamnet Leviathan. I januari 2002 gick han med i laget Evolution och blev då lagkamrat med bland andra Ric Flair, Triple H och Randy Orton. 
Bautista lämnade Evolution 21 februari 2005. Vid Wrestlemania 21 vann han "World Heavyweight Championship", en titel som han senare försvarade i flera matcher. I juni samma år övergick han till SmackDown!. År 2005 blev han lagkapten och senare samma år var han en av Tag Teams mästare, tillsammans med Rey Mysterio. På Armageddon 2005 förlorade Bautista och Mysterio tag team-matcher mot RAW och senare även mot MNM.
10 januari 2006 avsade han sig tungviktstiteln efter att ha blivit skadad, men 7 juli samma år återkom han vid The Great American Bash där han förlorade mot Mr Kennedy. Vid Summerslam 2006 mötte Bautista den dåvarande mästaren King Booker, men fick inte titeln. På No Mercy 2006 möttes de igen men inte heller denna gång vann Bautista. Vid Survivor Series samma år återfick Bautista världsmästartiteln.
På Wrestlemania 23 förlorade Bautista titeln till Undertaker och det var första gången någon hade besegrat honom i en match om tungviktstiteln. Vid Backlash möttes de igen, men matchen slutade oavgjort. En returmatch två veckor senare slutade även den oavgjort. 
Vid Judgment Day 2007 förlorade Bautista mot Edge, något som upprepades vid One Night Stand och Vengeance samma år. Han förlorade därmed titeln till Edge. 
I juli 2007 skadade sig Edge och lämnade ifrån sig titeln. Vid en Battle Royal vanns titeln av Khali. På Great American Bash 2007 besegrade Khali återigen Bautista.
På Summerslam 2007 vann Bautista sin titelmatch, men erhöll inte titeln förrän han vann i matchen Unforgiven senare samma år. Vid Cyber Sunday 2007 möttes Undertaker och Batista och den senare vann. På Survivor Series samma år möttes de igen varvid Batista vann på nytt. VId matchen Armageddon samma år förlorade Bautista titeln till Edge.
På Armageddon 2007 möttes Bautista, Undertaker och Edge i en Triple Threat Match, där Edge överlistade sina motståndare och drog nytta av Undertakers avslutande Tombstone Piledriver och täckte Bautista efter att ha släckt Undertaker med en stol och blev därmed ny tungviktsmästare.
Vid Royal Rumble 2008 förlorade Bautista sin match, likaså vid No Way Out samma år. 
När Smackdowns direktör Vickie Guererro utmanade RAW:s direktör William Regal i en match mellan en Smackdownbrottare och en RAWbrottare var Bautista villig att ställa upp, han skulle alltså möta den brottare som William Regal valt ut att representera RAW på Wrestlemania, Umaga.
På Wrestlemania 24 besegrade Bautista Umaga från RAW och Smackdown hade därmed givit dem ett hårt slag.
Vid Backlash 2008 möttes Bautista och Shawn Michaels där Batista förlorade. På One Night Stand 2008 möttes Bautista och Shawn igen och Michaels besegrades. På Summerslam 2008 mötte Bautista John Cena och vann. 
Vid Extreme Rules 2009 utmanade Bautista Randy Orton om WWE Championship-titeln. Han vann den första matchen men förlorade den andra och därmed fick han heller inte titeln som istället behölls av Orton. Bautista besegrade Orton vid Monday Night Raw i september 2009. Vid Friday Night Smackdown 18 september vann Bautista över Chris Jericho och han vann även returmatchen en vecka senare. 
Bautista lämnade WWE 2010 för att satsa på en MMA-karriär, men den tjugonde januari 2014 gjorde han sin comeback i WWE.
Den 16 oktober 2018 återvände Bautista med resten av Evolution för ett utseende på SmackDowns 1000-talet. Den 25 februari 2019 återvände Bautista till Raw och attackerade Ric Flair backstage som Flair skulle göra ett utseende för hans 70 års födelsedag och senare kallade Triple H.

## Filmografi (i urval)
- 2006 – Relative Strangers
- 2009 – My Son, My Son, What Have Ye Done?
- 2010 – Wrong Side of Town
- 2011 – House of the Rising Sun
- 2012 – The Scorpion King 3: Battle for Redemption
- 2012 – The Man with the Iron Fists
- 2013 – Riddick
- 2014 – Guardians of the Galaxy
- 2014 – L.A. Slasher
- 2015 – Heist
- 2015 – Spectre
- 2016 – Kickboxer: Vengeance
- 2016 – Marauders
- 2016 – The Warriors Gate
- 2017 – Bushwick
- 2017 – Guardians of the Galaxy Vol. 2
- 2017 – Blade Runner 2049
- 2018 – Avengers: Infinity War
- 2018 – Hotel Artemis
- 2018 – Escape Plan 2: Hades
- 2019 – Avengers: Endgame
- 2019 – Stuber
- 2020 – My Spy
- 2021 – Army of the Dead
- 2021 – Dune
- 2022 – Thor: Love and Thunder
- 2022 – The Guardians of the Galaxy Holiday Special (TV-serie)
- 2022 – Glass Onion: A Knives Out Mystery
- 2023 – Guardians of the Galaxy Vol. 3
- 2024 – Dune: Part Two
- 2024 – The Last Showgirl
- 2024 – The Killer's Game
- 2025 – In the Lost Lands

## Avslutare
- Batista Bomb/Demon Bomb (Sitout powerbomb)
- Spinebuster
- Spear
- Beast bite (submission)